# Emilio Bacci
Emilio Bacci (Campi Bisenzio, 15 ottobre 1831 – Frascati, 31 agosto 1907) è stato un avvocato, magistrato e politico italiano.

## Biografia
Nato e cresciuto nel Granducato di Toscana nel 1848 prende parte volontario alla battaglia di Curtatone e Montanara, nel 1866, laureato nel frattempo in giurisprudenza, è avvocato fiscale militare nel corso della terza guerra d'indipendenza, dopo la quale alla professione di avvocato abbina la carriera nella magistratura militare presso il tribunale supremo di guerra e marina.